# Herbé Seijas
Herbé Seijas (* 4. März 1930 in Montevideo; † 3. Mai 1983 in San José de Mayo, Departamento San José) war ein uruguayischer Geistlicher und römisch-katholischer Bischof von San José de Mayo.

## Leben
Herbé Seijas empfing am 10. Oktober 1956 das Sakrament der Priesterweihe für das Erzbistum Montevideo.
Am 2. Juli 1975 ernannte ihn Papst Paul VI. zum Titularbischof von Tigisi in Mauretania und bestellte ihn zum Weihbischof in San José de Mayo. Der Koadjutorerzbischof von Montevideo, Carlos Parteli Keller, spendete ihm am 17. August desselben Jahres in der Catedral Basílica de San José de Mayo in San José de Mayo die Bischofsweihe; Mitkonsekratoren waren der Bischof von Maldonado-Punta del Este, Antonio Corso, und der Bischof von Mercedes, Andrés María Rubio García SDB.
Am 15. Oktober 1975 ernannte ihn Papst Paul VI. zum Bischof von San José de Mayo. Die Amtseinführung erfolgte am 21. Dezember desselben Jahres.